# Mides III
Mides III (en grec antic Μίδας, en llatí Midas) fou rei de Frígia de la dinastia tantàlida al segle viii aC. Hauria regnat segons les cronologies de vers 738 aC al 695 aC o de vers 715 al 676 aC. Fou fill i successor de Gordios III i durant el seu govern el regne de Frígia o del poble muskhi, va arribar al cim del seu poder per enfonsar-se al final.
Vers el 717 aC el rei Pisiris de Karkemish va fer aliança amb el rei Mita (Mides III) dels muskhi (Frígia) en preparació d'una revolta. Karkemish era dels pocs regnes que s'havien mantingut a través dels segles tot i la seva proximitat al nucli dels territoris assiris, a la vora de l'Eufrates. Sembla que va refusar pagar el tribut i Sargon II va ocupar el regne i va fer presoner al rei i la seva família que amb els seus seguidors foren portats a Assíria, junt amb un important botí. Karkemish fou repoblada amb colons assiris i va esdevenir una província. Mides III no va poder fer res.
Abans del 715 aC rei Mita o Mides III dels muskhi havia intervingut al país de Que i havia conquerit tres ciutats en aquesta regió;
els assiris van contraatacar i van recuperar la part perduda de Que i segurament van annexionar tot el país fins al modern Göksu (clàssic Calicadnos o Kalykadnos) formant una província. A més de tallar la connexió dels muskhi amb la Mediterrània, el ferro i el plom de les mines de la vall del Göksu, i els productes forestals, principalment cedres, van caure en mans dels assiris.
El regne de Tabal estava governat per Khulle, un home d'origen humil instal·lat al tron per Teglatfalassar III; Khulle va pagar el tribut fins a la seva mort i fou sempre lleial a Assíria que el va recompensar agregant al seu domini el territori de Bit-Burutash. A la mort de Khulle el va succeir el seu fill Ambaridi o Ambaris, que va rebre la confirmació de Sargon II i li va agregar al seu domini el territori de Khilakki (Cilícia) i li va donar com esposa a una de les seves pròpies filles. Però secretament havia entrat en aliança amb Mita dels muskhis i amb Rusa I i durant la darrera guerra havia donat suport al rei urartià ja obertament. Ara Sargon va decidir castigar-lo. El regne fou devastat i colonitzat i convertit en província; el rei i els seus seguidors foren enviats a Assíria (713 aC). L'últim rei de Tabal fou Wasurmas, esmentat a una estela (l'estela d'Incirli). Tabal fou conquerida llavors per Warpalawas (aliat de Mides III de Frígia), deixant al rei de Tabal només la Cilícia.
A partir del 712 aC o poc després els cimmeris van començar a atacar territoris dels muskhis. El 709 aC Mides III (Mita) va enviar una ambaixada a Sargon II (que llavors era als districtes de Yatbar i Rashu a la frontera d'Elam) demanant la pau, segurament pressionat pels atacs cimmeris. Amb ajuts assiri Mides va poder rebutjar als cimmeris.
A la mort de Sargon II el 705 aC el territori de Tabal hauria estat envaït pel rei dels muskhi. Sembla que va ajudar els locals de Til-Garimmu oposats a Assíria i els va donar un rei que seria un tal Gurdi (el nom és frigi o sigui muskhi, probablement un fill de Mides III o almenys un membre de la família reial) i va aconseguir establir un regne a la zona expulsant al rei de Tabal cap a les muntanyes de Cilícia (Khilakku). Gurdi de Til-Garimmu podria ser el «kulummeu» embolicat en la mort de Sargon II i l'intent de Sargon de suprimir les seves activitats (705 aC); aliat als muskhi i a magnats de diversos llocs de Cilícia, hauria unificat parts de Tabal, Azitawadda, Kaska, Meliddu/Kammanu i Que sota la seva autoritat amb centre a Til-Garimmu mentre Assíria va conservar Meliddu (ciutat) i algunes altres fortaleses, i els països de Kummukh, Gurgum i Sam'al; vers el 703 els assiris van recuperar Que i Khilakku però l'aixecament es va reprendre el 696 aC i Khilakku i Que es van perdre a causa de la revolta dirigida per l'hazanu d'Illubra (una ciutat a Que) de nom Kirua; la revolta hauria abraçat Que, Khilliku i part de Tabal; Senaquerib diu que les comunicacions amb Que estaven tallades pels rebels temporalment, però finalment la revolta fou aplanada. El 695 aC els assiris van ocupar Til Garimmu, Tars i Ingirra (la grega Ankiale, transcrit Anquiale), i la capital fou destruïda, el que potser coincideix amb la victòria cimmèria sobre els muskhi que va portar al suïcidi de Mides III. Mides s'hauria suïcidat, segons Estrabó, bevent la sang d'un bou (o d'un toro). L'arqueologia presenta rastres de la destrucció de Gòrdion, la capital dels muskhis, però sembla que fou posterior als atacs cimmeris.
El va succeir el seu fill Gòrdios IV.